# Chevaliera
Sous-genre
Synonymes
- Aechmaea Brongn.[2]
- genre Aechmea Ruiz & Pav. (préféré par BioLib)[2]
- Chevaliera Gaudich. ex Beer[2]
- Disquamia Lem.[2]
- Echinostachys Brongn. ex Planch.[2]
- Eriostax Raf.[2]
- Gravisia Mez[2]
- Hoiriri Adans.[2]
- Hoiriri Kuntze[2]
- Hoplophytum Beer[2]
- Lamprococcus Beer[2]

Aechmea subg. Chevaliera est un sous-genre de plantes à fleurs du genre Aechmea et de la famille des Bromeliaceae.

## Liste d'espèces
Selon BioLib (4 mars 2019) :
- Aechmea abbreviata L.B. Sm.
- Aechmea aciculosa Mez & Sodiro
- Aechmea aculeatosepala (Rauh & Barthlott) Leme
- Aechmea aenigmatica López-Ferr., Espejo, Ceja & A. Mend.
- Aechmea aguadocensis Leme & L. Kollmann
- Aechmea aiuruocensis Leme
- Aechmea alba Mez
- Aechmea alegrensis W. Weber
- Aechmea allenii L.B. Sm.
- Aechmea alopecurus Mez
- Aechmea altocaririensis Leme & L. Kollmann
- Aechmea amicorum B.R. Silva & H. Luther
- Aechmea amorimii Leme
- Aechmea ampla L.B. Sm.
- Aechmea andersoniana Leme & H.E. Luther
- Aechmea andersonii H.E. Luther & Leme
- Aechmea angustifolia Poepp. & Endl.
- Aechmea anomala L.B. Sm.
- Aechmea apocalyptica Reitz
- Aechmea aquilega (Salisb.) Griseb.
- Aechmea araneosa L.B. Sm.
- Aechmea arenaria (Ule) L.B. Sm. & M.A. Spencer
- Aechmea aripensis (N.E. Br.) Pittendr.
- Aechmea atrovittata Leme & J.A. Siqueira
- Aechmea azurea L.B. Sm.
- Aechmea bahiana L.B. Sm.
- Aechmea bambusoides L.B. Sm. & Reitz
- Aechmea baudoensis Aguirre-Santoro & Betancur
- Aechmea bauxilumii Áng. Fernández
- Aechmea bicolor L.B. Sm.
- Aechmea biflora (L.B. Sm.) L.B. Sm. & M.A. Spencer
- Aechmea blanchetiana (Baker) L.B. Sm.
- Aechmea blumenavii Reitz
- Aechmea bocainensis E. Pereira & Leme
- Aechmea brachyclada Baker
- Aechmea brachystachys (Harms) L.B. Sm. & M.A. Spencer
- Aechmea bracteata (Sw.) Griseb.
- Aechmea brassicoides Baker
- Aechmea brevicollis L.B. Sm.
- Aechmea bromeliifolia (Rudge) Baker
- Aechmea brueggeri Leme
- Aechmea burle-marxii E. Pereira
- Aechmea caesia E. Morren ex Baker
- Aechmea callichroma Read & Baensch
- Aechmea calyculata (E. Morren) Baker
- Aechmea campanulata L.B. Sm.
- Aechmea canaliculata Leme & H.E. Luther
- Aechmea candida E. Morren ex Baker
- Aechmea cariocae L.B. Sm.
- Aechmea carvalhoi E. Pereira & Leme
- Aechmea castanea L.B. Sm.
- Aechmea castelnavii Baker
- Aechmea catendensis J.A. Siqueira & Leme
- Aechmea cathcartii C.F. Reed & Read
- Aechmea caudata Lindm.
- Aechmea cephaloides J.A. Siqueira & Leme
- Aechmea chantinii (Carrière) Baker
- Aechmea coelestis (K. Koch) E. Morren
- Aechmea colombiana (L.B. Sm.) L.B. Sm. & M.A. Spencer
- Aechmea comata (Gaudich.) Baker
- Aechmea conferta L.B. Sm.
- Aechmea confertiflora Aguirre-Santoro & Betancur
- Aechmea confusa H.E. Luther
- Aechmea conifera L.B. Sm.
- Aechmea contracta (Mart. ex Schult. & Schult.f.) Baker
- Aechmea correia-araujoi E. Pereira & Moutinho
- Aechmea corymbosa (Mart. ex Schult. & Schult.f.) Mez
- Aechmea costantinii (Mez) L.B. Sm.
- Aechmea cucullata H. Luther
- Aechmea curranii (L.B. Sm.) L.B. Sm. & M.A. Spencer
- Aechmea cylindrata Lindm.
- Aechmea cymosopaniculata Baker
- Aechmea dactylina Baker
- Aechmea dealbata E. Morren ex Baker
- Aechmea decurva Proctor
- Aechmea depressa L.B. Sm.
- Aechmea dichlamydea Baker
- Aechmea digitata L.B. Sm. & Read
- Aechmea discordiae Leme
- Aechmea disjuncta (L.B. Sm.) Leme & J.A. Siqueira
- Aechmea distichantha Lem.
- Aechmea downsiana Pittendr.
- Aechmea drakeana André
- Aechmea echinata (Leme) Leme
- Aechmea egleriana L.B. Sm.
- Aechmea emmerichiae Leme
- Aechmea entringeri Leme
- Aechmea esseri Gross & Rauh
- Aechmea eurycorymbus Harms
- Aechmea farinosa (Regel) L.B. Sm.
- Aechmea fasciata (Lindl.) Baker
- Aechmea fendleri André ex Mez
- Aechmea fernandae (E. Morren) Baker
- Aechmea ferruginea L.B. Sm.
- Aechmea filicaulis (Griseb.) Mez
- Aechmea flavorosea E. Pereira
- Aechmea flemingii H.E. Luther
- Aechmea floribunda Mart. ex Schult. & Schult.f.
- Aechmea fosteriana L.B. Sm.
- Aechmea fraseri Baker
- Aechmea frassyi Leme & J.A. Siqueira
- Aechmea fraudulosa Mez
- Aechmea froesii (L.B. Sm.) Leme & J.A. Siqueira
- Aechmea fuerstenbergii E. Morren & Wittm.
- Aechmea fulgens Brongn.
- Aechmea gamosepala Wittm.
- Aechmea geminiflora (Harms) L.B. Sm. & M.A. Spencer
- Aechmea gentryi H. Luther & K.F. Norton
- Aechmea germinyana (Carrière) Baker
- Aechmea gigantea Baker
- Aechmea glandulosa Leme
- Aechmea gracilis Lindm.
- Aechmea grazielae Martinelli & Leme
- Aechmea guainumbiorum J.A. Siqueira & Leme
- Aechmea guaratingensis Leme & L. Kollmann
- Aechmea guaratubensis E. Pereira
- Aechmea gurkeniana E. Pereira & Moutinho
- Aechmea gustavoi J.A. Siqueira & Leme
- Aechmea haltonii H.E. Luther
- Aechmea hellae W. Weber
- Aechmea heterosepala Leme
- Aechmea hoppii (Harms) L.B. Sm.
- Aechmea huebneri Harms
- Aechmea iguana Wittm.
- Aechmea incompta Leme & H.E. Luther
- Aechmea involucrata André
- Aechmea itapoana W. Till & Morowetz
- Aechmea ituberaensis Leme & L.Kollmann
- Aechmea joannis Strehl
- Aechmea jungurudoensis H. Luther & K.F. Norton
- Aechmea kautskyana E. Pereira & L.B. Sm.
- Aechmea kentii (H.E. Luther) L.B. Sm. & M.A. Spencer
- Aechmea kertesziae Reitz
- Aechmea kleinii Reitz
- Aechmea koesteri Manzan.
- Aechmea kuntzeana Mez
- Aechmea lactifera Leme & J.A. Siqueira
- Aechmea laevigata Leme
- Aechmea lamarchei Mez
- Aechmea lanata (L.B. Sm.) L.B. Sm. & M.A. Spencer
- Aechmea lanjouwii (L.B. Sm.) L.B. Sm.
- Aechmea lasseri L.B. Sm.
- Aechmea leonard-kentiana H.E. Luther & Leme
- Aechmea leppardii Philcox
- Aechmea leptantha (Harms) Leme & J.A. Siqueira
- Aechmea leucolepis L.B. Sm.
- Aechmea lilacinantha Leme
- Aechmea limae Leme
- Aechmea lingulata (L.) Baker
- Aechmea lingulatoides Leme & H.E. Luther
- Aechmea linharesiorum Leme
- Aechmea longicuspis Baker
- Aechmea longifolia (Rudge) L.B. Sm. & M.A. Spencer
- Aechmea longipedunculata Betancur & Aguirre-Santoro
- Aechmea longiramosa Betancur & Aguirre-Santoro
- Aechmea lueddemanniana (K. Koch) Mez
- Aechmea lugoi (Gilmartin & H.E. Luther) L.B. Sm. & M.A. Spencer
- Aechmea lymanii W. Weber
- Aechmea maasii Gouda & W. Till
- Aechmea macrochlamys L.B. Sm.
- Aechmea maculata L.B. Sm.
- Aechmea magdalenae (André) André ex Baker
- Aechmea manzanaresiana H.E. Luther
- Aechmea maranguapensis Leme & Scharf
- Aechmea marauensis Leme
- Aechmea marginalis Leme & J.A. Siqueira
- Aechmea mariae-reginae H. Wendl.
- Aechmea matudae L.B. Sm.
- Aechmea mcvaughii L.B. Sm.
- Aechmea melinonii Hook.
- Aechmea mertensii (G. Mey.) Schult. & Schult.f.
- Aechmea mexicana Baker
- Aechmea milsteiniana L.B. Sm. & Read
- Aechmea miniata (Beer) Baker
- Aechmea mira Leme & H. Luther
- Aechmea mollis L.B. Sm.
- Aechmea moonenii Gouda
- Aechmea moorei H.E. Luther
- Aechmea mulfordii L.B. Sm.
- Aechmea multiflora L.B. Sm.
- Aechmea murcae (L.B. Sm.) L.B. Sm. & M.A. Spencer
- Aechmea muricata (Arruda) L.B. Sm.
- Aechmea mutica L.B. Sm.
- Aechmea nallyi L.B. Sm.
- Aechmea napoensis L.B. Sm. & M.A. Spencer
- Aechmea nidularioides L.B. Sm.
- Aechmea nivea L.B. Sm.
- Aechmea nudicaulis (L.) Griseb.
- Aechmea organensis Wawra
- Aechmea orlandiana L.B. Sm.
- Aechmea ornata (Gaudich.) Baker
- Aechmea pabstii E. Pereira & Moutinho
- Aechmea pallida L.B. Sm.
- Aechmea paniculata Ruiz & Pav.
- Aechmea paniculigera (Sw.) Griseb.
- Aechmea paradoxa (Leme) Leme
- Aechmea paratiensis Leme & Fraga
- Aechmea patriciae H.E. Luther
- Aechmea pectinata Baker
- Aechmea pedicellata Leme & H.E. Luther
- Aechmea penduliflora André
- Aechmea pendulispica Leme & L.Kollmann
- Aechmea perforata L.B. Sm.
- Aechmea pernambucentris J.A. Siqueira & Leme
- Aechmea phanerophlebia Baker
- Aechmea pimenti-velosoi Reitz
- Aechmea pineliana (Brongn. ex Planch.) Baker
- Aechmea pittieri Mez
- Aechmea podantha L.B. Sm.
- Aechmea poitaei (Baker) L.B. Sm. & M.A. Spencer
- Aechmea politii L.B. Sm.
- Aechmea polyantha E. Pereira & Reitz
- Aechmea prancei L.B. Sm.
- Aechmea prava E. Pereira
- Aechmea pseudonudicaulis Leme
- Aechmea pubescens Baker
- Aechmea purpureorosea (Hook.) Wawra
- Aechmea pyramidalis Benth.
- Aechmea racinae L.B. Sm.
- Aechmea ramosa Mart. ex Schult. & Schult.f.
- Aechmea ramusculosa Leme
- Aechmea reclinata Sastre & Brithmer
- Aechmea recurvata (Klotzsch) L.B. Sm.
- Aechmea recurvipetala Leme & L. Kollmann
- Aechmea retusa L.B. Sm.
- Aechmea roberto-anselmoi E. Pereira & Leme
- Aechmea roberto-seidelii E. Pereira
- Aechmea rodriguesiana (L.B. Sm.) L.B. Sm.
- Aechmea roeseliae H.E. Luther
- Aechmea romeroi L.B. Sm.
- Aechmea rubens (L.B. Sm.) L.B. Sm.
- Aechmea rubiginosa Mez
- Aechmea rubroaristata Leme & Fraga
- Aechmea rubrolilacina Leme
- Aechmea saxicola L.B. Sm.
- Aechmea seideliana W. Weber
- Aechmea seidelii (Leme) L.B. Sm. & M.A. Spencer
- Aechmea sergipana E. Pereira & Leme
- Aechmea serragrandensis Leme & J.A. Siqueira
- Aechmea serrata (L.) Mez
- Aechmea servitensis André
- Aechmea setigera Mart. ex Schult. & Schult.f.
- Aechmea smithiorum Mez
- Aechmea spectabilis (K. Koch) Brongn. ex Houllet
- Aechmea sphaerocephala (Gaudich.) Baker
- Aechmea squarrosa Baker
- Aechmea stelligera L.B. Sm.
- Aechmea stenosepala L.B. Sm.
- Aechmea streptocalycoides Philcox
- Aechmea strobilacea L.B. Sm.
- Aechmea strobilina (Beurl.) L.B. Sm. & Read
- Aechmea subintegerrima (Philcox) Leme
- Aechmea subpetiolata L.B. Sm.
- Aechmea sucreana Martinelli & C.M. Vieira
- Aechmea sulbahianensis Leme, Amorim & J.A. Siqueira
- Aechmea tayoensis Gilmartin
- Aechmea tentaculifera Leme, Amorim & J.A. Siqueira
- Aechmea tessmannii Harms
- Aechmea tillandsioides (Mart. ex Schult. & Schult.f.) Baker
- Aechmea tocantina Baker
- Aechmea tomentosa Mez
- Aechmea tonduzii Mez & Pittier
- Aechmea triangularis L.B. Sm.
- Aechmea triticina Mez
- Aechmea tuitensis Magaña & E.J. Lott
- Aechmea turbinocalyx Mez
- Aechmea vallerandii (Carrière) Erhardt, Götz & Seybold
- Aechmea vanhoutteana (Van Houtte) Mez
- Aechmea vasquezii H.E. Luther
- Aechmea veitchii Baker
- Aechmea victoriana L.B. Sm.
- Aechmea viridispica Aguirre-Santoro & Betancur
- Aechmea viridostigma Leme & H.E. Luther
- Aechmea warasii E. Pereira
- Aechmea weberbaueri Harms
- Aechmea weberi (E. Pereira & Leme) Leme
- Aechmea weilbachii Didrichsen
- Aechmea werdermannii Harms
- Aechmea williamsii (L.B. Sm.) L.B. Sm. & M.A. Spencer
- Aechmea winkleri Reitz
- Aechmea wittmackiana (Regel) Mez
- Aechmea woronowii Harms
- Aechmea wuelfinghoffii E. Gross
- Aechmea zebrina L.B. Sm.
- non-classé Aechmea 'Blue Rain'

Selon BioLib (4 mars 2019) :
- Aechmea abbreviata L.B. Sm.
- Aechmea aciculosa Mez & Sodiro
- Aechmea aculeatosepala (Rauh & Barthlott) Leme
- Aechmea aenigmatica López-Ferr., Espejo, Ceja & A. Mend.
- Aechmea aguadocensis Leme & L. Kollmann
- Aechmea aiuruocensis Leme
- Aechmea alba Mez
- Aechmea alegrensis W. Weber
- Aechmea allenii L.B. Sm.
- Aechmea alopecurus Mez
- Aechmea altocaririensis Leme & L. Kollmann
- Aechmea amicorum B.R. Silva & H. Luther
- Aechmea amorimii Leme
- Aechmea ampla L.B. Sm.
- Aechmea andersoniana Leme & H.E. Luther
- Aechmea andersonii H.E. Luther & Leme
- Aechmea angustifolia Poepp. & Endl.
- Aechmea anomala L.B. Sm.
- Aechmea apocalyptica Reitz
- Aechmea aquilega (Salisb.) Griseb.
- Aechmea araneosa L.B. Sm.
- Aechmea arenaria (Ule) L.B. Sm. & M.A. Spencer
- Aechmea aripoensis (N.E. Br.) Pittendr.
- Aechmea atrovittata Leme & J.A. Siqueira
- Aechmea azurea L.B. Sm.
- Aechmea bahiana L.B. Sm.
- Aechmea bambusoides L.B. Sm. & Reitz
- Aechmea baudoensis Aguirre-Santoro & Betancur
- Aechmea bauxilumii Áng. Fernández
- Aechmea bicolor L.B. Sm.
- Aechmea biflora (L.B. Sm.) L.B. Sm. & M.A. Spencer
- Aechmea blanchetiana (Baker) L.B. Sm.
- Aechmea blumenavii Reitz
- Aechmea bocainensis E. Pereira & Leme
- Aechmea brachyclada Baker
- Aechmea brachystachys (Harms) L.B. Sm. & M.A. Spencer
- Aechmea bracteata (Sw.) Griseb.
- Aechmea brassicoides Baker
- Aechmea brevicollis L.B. Sm.
- Aechmea bromeliifolia (Rudge) Baker
- Aechmea bruggeri Leme
- Aechmea burle-marxii E. Pereira
- Aechmea caesia E. Morren ex Baker
- Aechmea callichroma Read & Baensch
- Aechmea calyculata (E. Morren) Baker
- Aechmea campanulata L.B. Sm.
- Aechmea canaliculata Leme & H.E. Luther
- Aechmea candida E. Morren ex Baker
- Aechmea cariocae L.B. Sm.
- Aechmea carvalhoi E. Pereira & Leme
- Aechmea castanea L.B. Sm.
- Aechmea castelnavii Baker
- Aechmea catendensis J.A. Siqueira & Leme
- Aechmea cathcartii C.F. Reed & Read
- Aechmea caudata Lindm.
- Aechmea cephaloides J.A. Siqueira & Leme
- Aechmea chantinii (Carrière) Baker
- Aechmea coelestis (K. Koch) E. Morren
- Aechmea colombiana (L.B. Sm.) L.B. Sm. & M.A. Spencer
- Aechmea comata (Gaudich.) Baker
- Aechmea conferta L.B. Sm.
- Aechmea confertiflora Aguirre-Santoro & Betancur
- Aechmea confusa H.E. Luther
- Aechmea conifera L.B. Sm.
- Aechmea contracta (Mart. ex Schult. & Schult.f.) Baker
- Aechmea correia-araujoi E. Pereira & Moutinho
- Aechmea corymbosa (Mart. ex Schult. & Schult.f.) Mez
- Aechmea costantinii (Mez) L.B. Sm.
- Aechmea cucullata H. Luther
- Aechmea curranii (L.B. Sm.) L.B. Sm. & M.A. Spencer
- Aechmea cylindrata Lindm.
- Aechmea cymosopaniculata Baker
- Aechmea dactylina Baker
- Aechmea dealbata E. Morren ex Baker
- Aechmea decurva Proctor
- Aechmea depressa L.B. Sm.
- Aechmea dichlamydea Baker
- Aechmea digitata L.B. Sm. & Read
- Aechmea discordiae Leme
- Aechmea disjuncta (L.B. Sm.) Leme & J.A. Siqueira
- Aechmea distichantha Lem.
- Aechmea downsiana Pittendr.
- Aechmea drakeana André
- Aechmea echinata (Leme) Leme
- Aechmea egleriana L.B. Sm.
- Aechmea emmerichiae Leme
- Aechmea entringeri Leme
- Aechmea esseri Gross & Rauh
- Aechmea eurycorymbus Harms
- Aechmea farinosa (Regel) L.B. Sm.
- Aechmea fasciata (Lindl.) Baker
- Aechmea fendleri André ex Mez
- Aechmea fernandae (E. Morren) Baker
- Aechmea ferruginea L.B. Sm.
- Aechmea filicaulis (Griseb.) Mez
- Aechmea flavorosea E. Pereira
- Aechmea flemingii H.E. Luther
- Aechmea floribunda Mart. ex Schult. & Schult.f.
- Aechmea fosteriana L.B. Sm.
- Aechmea fraseri Baker
- Aechmea frassyi Leme & J.A. Siqueira
- Aechmea fraudulosa Mez
- Aechmea froesii (L.B. Sm.) Leme & J.A. Siqueira
- Aechmea fuerstenbergii E. Morren & Wittm.
- Aechmea fulgens Brongn.
- Aechmea gamosepala Wittm.
- Aechmea geminiflora (Harms) L.B. Sm. & M.A. Spencer
- Aechmea gentryi H. Luther & K.F. Norton
- Aechmea germinyana (Carrière) Baker
- Aechmea gigantea Baker
- Aechmea glandulosa Leme
- Aechmea gracilis Lindm.
- Aechmea grazielae Martinelli & Leme
- Aechmea guainumbiorum J.A. Siqueira & Leme
- Aechmea guaratingensis Leme & L. Kollmann
- Aechmea guaratubensis E. Pereira
- Aechmea gurkeniana E. Pereira & Moutinho
- Aechmea gustavoi J.A. Siqueira & Leme
- Aechmea haltonii H.E. Luther
- Aechmea hellae W. Weber
- Aechmea heterosepala Leme
- Aechmea hoppii (Harms) L.B. Sm.
- Aechmea huebneri Harms
- Aechmea iguana Wittm.
- Aechmea incompta Leme & H.E. Luther
- Aechmea involucrata André
- Aechmea itapoana W. Till & Morowetz
- Aechmea ituberaensis Leme & L.Kollmann
- Aechmea joannis Strehl
- Aechmea jungurudoensis H. Luther & K.F. Norton
- Aechmea kautskyana E. Pereira & L.B. Sm.
- Aechmea kentii (H.E. Luther) L.B. Sm. & M.A. Spencer
- Aechmea kertesziae Reitz
- Aechmea kleinii Reitz
- Aechmea koesteri Manzan.
- Aechmea kuntzeana Mez
- Aechmea lactifera Leme & J.A. Siqueira
- Aechmea laevigata Leme
- Aechmea lamarchei Mez
- Aechmea lanata (L.B. Sm.) L.B. Sm. & M.A. Spencer
- Aechmea lanjouwii (L.B. Sm.) L.B. Sm.
- Aechmea lasseri L.B. Sm.
- Aechmea leonard-kentiana H.E. Luther & Leme
- Aechmea leppardii Philcox
- Aechmea leptantha (Harms) Leme & J.A. Siqueira
- Aechmea leucolepis L.B. Sm.
- Aechmea lilacinantha Leme
- Aechmea limae Leme
- Aechmea lingulata (L.) Baker
- Aechmea lingulatoides Leme & H.E. Luther
- Aechmea linharesiorum Leme
- Aechmea longicuspis Baker
- Aechmea longifolia (Rudge) L.B. Sm. & M.A. Spencer
- Aechmea longipedunculata Betancur & Aguirre-Santoro
- Aechmea longiramosa Betancur & Aguirre-Santoro
- Aechmea lueddemanniana (K. Koch) Mez
- Aechmea lugoi (Gilmartin & H.E. Luther) L.B. Sm. & M.A. Spencer
- Aechmea lymanii W. Weber
- Aechmea maasii Gouda & W. Till
- Aechmea macrochlamys L.B. Sm.
- Aechmea maculata L.B. Sm.
- Aechmea magdalenae (André) André ex Baker
- Aechmea manzanaresiana H.E. Luther
- Aechmea maranguapensis Leme & Scharf
- Aechmea marauensis Leme
- Aechmea marginalis Leme & J.A. Siqueira
- Aechmea mariae-reginae H. Wendl.
- Aechmea matudae L.B. Sm.
- Aechmea mcvaughii L.B. Sm.
- Aechmea melinonii Hook.
- Aechmea mertensii (G. Mey.) Schult. & Schult.f.
- Aechmea mexicana Baker
- Aechmea milsteiniana L.B. Sm. & Read
- Aechmea miniata (Beer) Baker
- Aechmea mira Leme & H. Luther
- Aechmea mollis L.B. Sm.
- Aechmea moonenii Gouda
- Aechmea moorei H.E. Luther
- Aechmea mulfordii L.B. Sm.
- Aechmea multiflora L.B. Sm.
- Aechmea murcae (L.B. Sm.) L.B. Sm. & M.A. Spencer
- Aechmea muricata (Arruda) L.B. Sm.
- Aechmea mutica L.B. Sm.
- Aechmea nallyi L.B. Sm.
- Aechmea napoensis L.B. Sm. & M.A. Spencer
- Aechmea nidularioides L.B. Sm.
- Aechmea nivea L.B. Sm.
- Aechmea nudicaulis (L.) Griseb.
- Aechmea organensis Wawra
- Aechmea orlandiana L.B. Sm.
- Aechmea ornata (Gaudich.) Baker
- Aechmea pabstii E. Pereira & Moutinho
- Aechmea pallida L.B. Sm.
- Aechmea paniculata Ruiz & Pav.
- Aechmea paniculigera (Sw.) Griseb.
- Aechmea paradoxa (Leme) Leme
- Aechmea paratiensis Leme & Fraga
- Aechmea patriciae H.E. Luther
- Aechmea pectinata Baker
- Aechmea pedicellata Leme & H.E. Luther
- Aechmea penduliflora André
- Aechmea pendulispica Leme & L.Kollmann
- Aechmea perforata L.B. Sm.
- Aechmea pernambucentris J.A. Siqueira & Leme
- Aechmea phanerophlebia Baker
- Aechmea pimenti-velosoi Reitz
- Aechmea pineliana (Brongn. ex Planch.) Baker
- Aechmea pittieri Mez
- Aechmea podantha L.B. Sm.
- Aechmea poitaei (Baker) L.B. Sm. & M.A. Spencer
- Aechmea politii L.B. Sm.
- Aechmea polyantha E. Pereira & Reitz
- Aechmea prancei L.B. Sm.
- Aechmea prava E. Pereira
- Aechmea pseudonudicaulis Leme
- Aechmea pubescens Baker
- Aechmea purpureorosea (Hook.) Wawra
- Aechmea pyramidalis Benth.
- Aechmea racinae L.B. Sm.
- Aechmea ramosa Mart. ex Schult. & Schult.f.
- Aechmea ramusculosa Leme
- Aechmea reclinata Sastre & Brithmer
- Aechmea recurvata (Klotzsch) L.B. Sm.
- Aechmea recurvipetala Leme & L. Kollmann
- Aechmea retusa L.B. Sm.
- Aechmea roberto-anselmoi E. Pereira & Leme
- Aechmea roberto-seidelii E. Pereira
- Aechmea rodriguesiana (L.B. Sm.) L.B. Sm.
- Aechmea roeseliae H.E. Luther
- Aechmea romeroi L.B. Sm.
- Aechmea rubens (L.B. Sm.) L.B. Sm.
- Aechmea rubiginosa Mez
- Aechmea rubroaristata Leme & Fraga
- Aechmea rubrolilacina Leme
- Aechmea saxicola L.B. Sm.
- Aechmea seideliana W. Weber
- Aechmea seidelii (Leme) L.B. Sm. & M.A. Spencer
- Aechmea sergipana E. Pereira & Leme
- Aechmea serragrandensis Leme & J.A. Siqueira
- Aechmea serrata (L.) Mez
- Aechmea servitensis André
- Aechmea setigera Mart. ex Schult. & Schult.f.
- Aechmea smithiorum Mez
- Aechmea spectabilis (K. Koch) Brongn. ex Houllet
- Aechmea sphaerocephala (Gaudich.) Baker
- Aechmea squarrosa Baker
- Aechmea stelligera L.B. Sm.
- Aechmea stenosepala L.B. Sm.
- Aechmea streptocalycoides Philcox
- Aechmea strobilacea L.B. Sm.
- Aechmea strobilina (Beurl.) L.B. Sm. & Read
- Aechmea subintegerrima (Philcox) Leme
- Aechmea subpetiolata L.B. Sm.
- Aechmea sucreana Martinelli & C.M. Vieira
- Aechmea sulbahianensis Leme, Amorim & J.A. Siqueira
- Aechmea tayoensis Gilmartin
- Aechmea tentaculifera Leme, Amorim & J.A. Siqueira
- Aechmea tessmannii Harms
- Aechmea tillandsioides (Mart. ex Schult. & Schult.f.) Baker
- Aechmea tocantina Baker
- Aechmea tomentosa Mez
- Aechmea tonduzii Mez & Pittier
- Aechmea triangularis L.B. Sm.
- Aechmea triticina Mez
- Aechmea tuitensis Magaña & E.J. Lott
- Aechmea turbinocalyx Mez
- Aechmea vallerandii (Carrière) Erhardt, Götz & Seybold
- Aechmea vanhoutteana (Van Houtte) Mez
- Aechmea vasquezii H.E. Luther
- Aechmea veitchii Baker
- Aechmea victoriana L.B. Sm.
- Aechmea viridispica Aguirre-Santoro & Betancur
- Aechmea viridostigma Leme & H.E. Luther
- Aechmea warasii E. Pereira
- Aechmea weberbaueri Harms
- Aechmea weberi (E. Pereira & Leme) Leme
- Aechmea weilbachii Didrichsen
- Aechmea werdermannii Harms
- Aechmea williamsii (L.B. Sm.) L.B. Sm. & M.A. Spencer
- Aechmea winkleri Reitz
- Aechmea wittmackiana (Regel) Mez
- Aechmea woronowii Harms
- Aechmea wuelfinghoffii E. Gross
- Aechmea zebrina L.B. Sm.

Selon Tropicos (4 mars 2019) (Attention liste brute contenant possiblement des synonymes) :
- Chevaliera cariocae (L.B. Sm.) L.B. Sm. & W.J. Kress
- Chevaliera castanea (L.B. Sm.) L.B. Sm. & W.J. Kress
- Chevaliera comata Mez
- Chevaliera conifera (L.B. Sm.) L.B. Sm. & W.J. Kress
- Chevaliera crocophylla E. Morren
- Chevaliera depressa (L.B. Sm.) L.B. Sm. & W.J. Kress
- Chevaliera digitata (L.B. Sm. & Read) L.B. Sm. & W.J. Kress
- Chevaliera fernandae (E. Morren) L.B. Sm. & W.J. Kress
- Chevaliera germinyana Carrière
- Chevaliera gigantea Maury
- Chevaliera grandiceps Griseb.
- Chevaliera hostilis (E. Pereira) L.B. Sm. & W.J. Kress
- Chevaliera itapoana (W. Till & Morawetz) L.B. Sm. & W.J. Kress
- Chevaliera lateralis (L.B. Sm.) L.B. Sm. & W.J. Kress
- Chevaliera leucolepis (L.B. Sm.) L.B. Sm. & W.J. Kress
- Chevaliera lingulata (L.) Griseb.
- Chevaliera magdalenae André
- Chevaliera microcephala (E. Pereira & Leme) L.B. Sm. & W.J. Kress
- Chevaliera multiflora (L.B. Sm.) L.B. Sm. & W.J. Kress
- Chevaliera muricata (Arruda) L.B. Sm. & W.J. Kress
- Chevaliera pallida (L.B. Sm.) L.B. Sm. & W.J. Kress
- Chevaliera perforata (L.B. Sm.) L.B. Sm. & W.J. Kress
- Chevaliera rodriguesiana (L.B. Sm.) L.B. Sm. & W.J. Kress
- Chevaliera rubiginosa (Mez) L.B. Sm. & W.J. Kress
- Chevaliera saxicola (L.B. Sm.) L.B. Sm. & W.J. Kress
- Chevaliera sphaerocephala (Baker) L.B. Sm. & W.J. Kress
- Chevaliera stephanophora (E. Morr. ex Baker) Mez
- Chevaliera strobilacea (L.B. Sm.) L.B. Sm. & W.J. Kress
- Chevaliera tayoensis (Gilmartin) L.B. Sm. & W.J. Kress
- Chevaliera thyrsigera (Speg.) Mez
- Chevaliera veitchii (Baker) E. Morren